# Szymon Jakubiszak
Szymon Jakubiszak (ur. 13 lutego 1998 w Gdańsku) – polski siatkarz, grający na pozycji przyjmującego i środkowego.
W trakcie sezonu 2020/2021 w drużynie Cuprum Lubin zmienił pozycję z przyjmującego na środkowego, gdyż nominalni środkowi byli kontuzjowani. Wcześniej również grał jako środkowy.
12 kwietnia 2024 roku został powołany do szerokiej kadry na sezon reprezentacyjny Polski 2024.
15 maja 2024 roku zadebiutował w seniorskiej kadrze Polski w towarzyskim meczu przeciwko reprezentacji Niemiec.

## Sukcesy klubowe

### młodzieżowe
Mistrzostwa Polski Juniorów:
- 2015

Młoda Liga:
- 2016

### seniorskie
Puchar Polski:
- 2018

PlusLiga:
- 2018

## Sukcesy reprezentacyjne
Mistrzostwa Europy Juniorów:
- 2016

Mistrzostwa Świata Juniorów:
- 2017[7]

Liga Narodów:
- 2025[8]
- 2024[9]